# Ultraportable
Ne doit pas être confondu avec Ultra-Mobile PC ou Notebook (programmation).

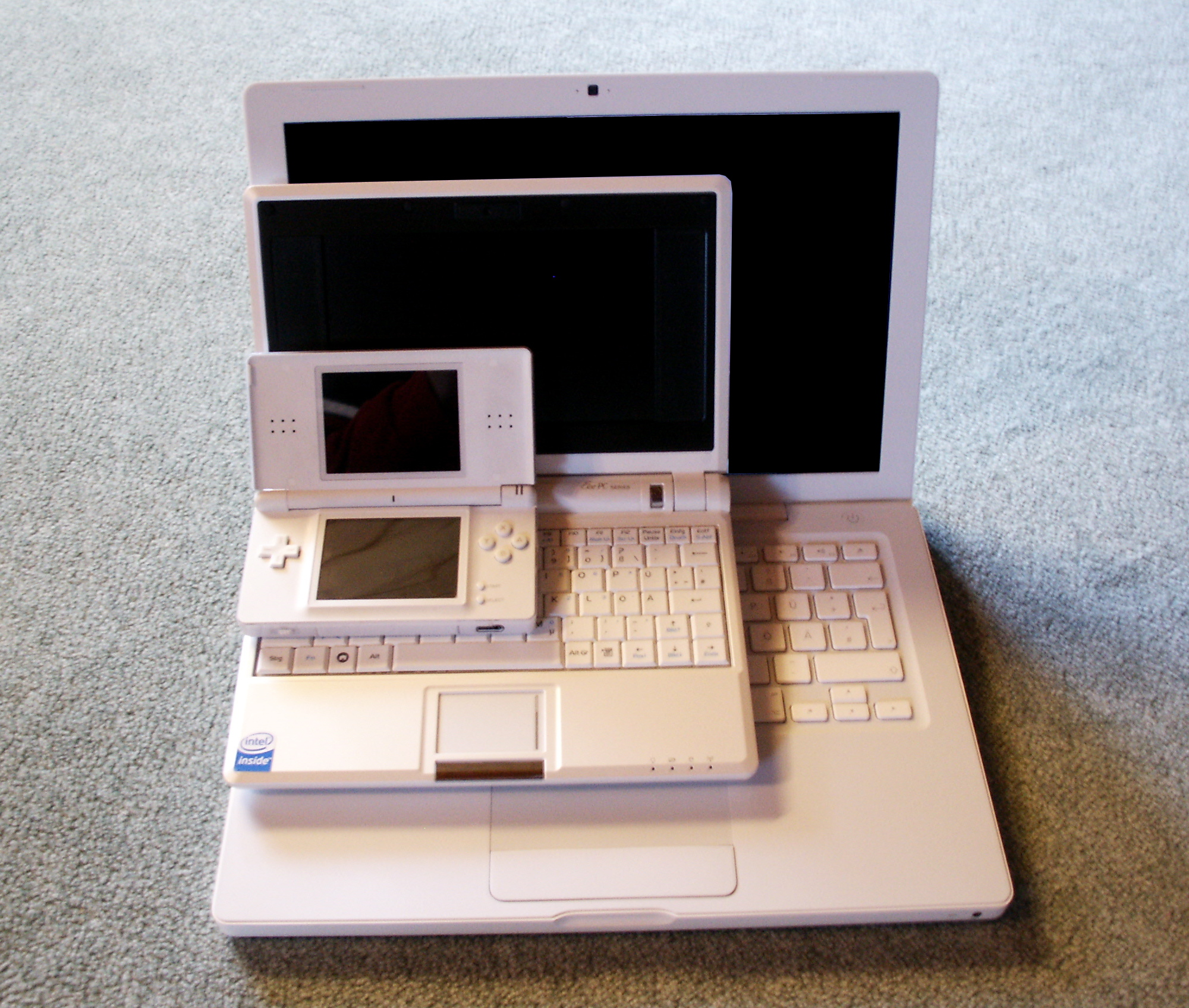
Du plus petit au plus grand : Nintendo DS Lite (console portable), Eee PC (netbook), et MacBook (ordinateur portable)

Un ultraportable ou ultra-portable désigne un ordinateur portable de taille très réduite et de masse minimum dont la principale qualité est de pouvoir être transporté et utilisé n'importe où avec un encombrement minimum tout en conservant de bonnes performances. Leur taille est comprise entre celle des smartphones (environ format A6) et des ordinateurs portables (environ format A4). Depuis début 2008, une nouvelle catégorie d'ultraportables à bas prix et aux performances plus limitées est née, le netbook.

## Histoire

### Premiers concepts

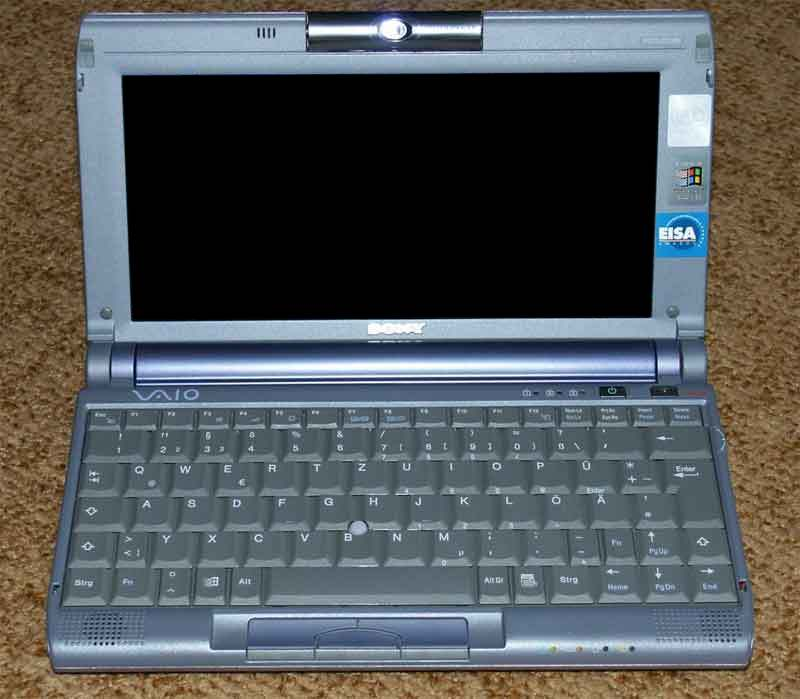
Sony VAIO modèle C1.

Le premier notebook, ou ultraportable, apparait avec le Compaq LTE en 1989. Ses dimensions sont 27,9 × 21,68 × 4,88 cm, proches d'une feuille de format A4 en surface. Ce Compaq est suivi en octobre 1992 du populaire IBM ThinkPad.
En 1991, le PowerBook 100 d'Apple Inc., mesurait 4,57 × 21,59 × 27,94 cm et pesait 2,3 kg. En 1993, Hewlett-Packard lance l'HP OmniBook 300. Il faisait 1,4 × 6,4 × 11,1 pouces, et était disponible avec une mémoire flash à la place du disque dur pour réduire son poids. La même année, Toshiba entre sur le marché avec le Portege T3400. La version avec écran monochrome 21,3 cm mesurait 4,3 × 20 × 24,89 cm et pesait 1,8 kg. En 1995, Toshiba lance le Libretto 20 avec un écran 15,5 cm, un disque dur de 270 Mo, et Windows 95. En 1996, IBM sort le Thinkpad 701c dit papillon dont le clavier se déploie à l'ouverture (d'où son nom). IBM propose le ThinkPad 240 en 1998. Il pèse 1,3 kg. Sony, lui, lance un ultraportable de moins d'un pouce d'épaisseur au Japon en 1997, le PCG-505, qui sort aux États-Unis sous le nom de VAIO 505GX.
Début 2003, Apple lance le PowerBook G4 12" doté d'un écran 30,7 cm et présenté comme l'ordinateur portable (c'est-à-dire, sans altération des performances et des équipements) le plus compact au monde. Cet ordinateur inaugure un nouveau boîtier en aluminium anodisé. En 2005, Transmeta propose depuis Taïwan le Flybook, tactile de 22,6 cm et écran large. En 2006, Microsoft développe l'UMPC ou Ultra-Mobile PC.

### Netbooks
Fin 2007, l'apparition de l'Asus Eee PC lance la mode des ultraportables grand public à bas prix, ou netbooks. Il s'agit d'ultraportables dont la configuration matérielle est juste suffisante pour consulter le web, lire son courrier, ou utiliser une suite bureautique. En réalité, Asus n'a fait que rebondir sur le projet OLPC (One Laptop Per Child) conduit par Nicholas Negroponte au MIT, et qui a pour objectif d'équiper tous les enfants, et notamment ceux des pays en voie de développement, afin qu'ils puissent accéder aux ressources d'Internet. Un des premiers netbooks fut le Kohjinsha SA01. Kohjinsha étant le « Dell japonais ». Il était équipé d'un écran 17,78 cm, d'un disque dur 40/80 Go, d'un processeur AMD Geode, et de 512 à 1 024 Mo de mémoire vive.
Le premier modèle de netbook disponible en Europe fut le EeePC 700, équipé d'un écran 17,78 cm, de 512 Mo de mémoire vive, d'un disque SSD de 2 Go, et de Xandros, un système GNU/Linux. À la suite du succès fulgurant du EeePC aux États-Unis, puis en Europe, des dizaines d'autres modèles, sous diverses marques occidentales ou asiatiques sont apparus sur le marché. Le Msi Wind est un netbook doté d'un écran 25,4 cm, d'un processeur Intel Atom cadencé à 1,66 GHz, de 1 Go de mémoire vive DDR2, d'un disque dur 6,35 cm de 80 Go et d'un contrôleur graphique intégré Intel GMA 950. Il est commercialisé depuis fin juin 2008 par la firme MSI. Son autonomie reste encore limitée (batterie 3 cellules), mais de nouvelles batteries 6 ou 9 cellules sont prévues dans le futur. À noter que les caractéristiques des netbooks récents sont limitées par accord commercial entre Microsoft et les fabricants de machines, Microsoft fournissant le système d'exploitation Windows, préinstallé sur 65 à 90 % des netbooks vendus, suivant les marchés. Historiquement, les netbooks étaient vendus avec une distribution Linux personnalisée. L'effet est donc une limitation artificielle de la puissance de ces machines. Cela ne s'applique pas à Apple qui commercialise depuis octobre 2010 un netbook fonctionnant sous Mac OS X, le MacBook Air 11", dont le prix est nettement supérieur à celui des autres netbooks.